# Rattus villosissimus
Rattus villosissimus är en däggdjursart som först beskrevs av Edgar Ravenswood Waite 1898.  Rattus villosissimus ingår i släktet råttor och familjen råttdjur. IUCN kategoriserar arten globalt som livskraftig. Inga underarter finns listade i Catalogue of Life.
Arten når en kroppslängd (huvud och bål) av 13 till 23 cm och en svanslängd av 15 till 21 cm. Den långa och rufsiga pälsen har på ovansidan en grå färg med flera svarta hår inblandade och på undersidan är pälsen ljusgrå. Vikten ligger mellan 105 och 290 g.
Denna råtta förekommer i centrala och norra Australien. Den lever i öknar och andra torra regioner men vistas i oaser. Individerna är aktiva på natten.
Rattus villosissimus äter främst frön och andra växtdelar. Efter tider med mycket regn kan beståndet öka betydligt. En expedition under 1860-talet under ledning av Robert O'Hara Burke och William John Wills var tvungen att flytta sitt läger på grund av att det invaderades av några tusen råttor. Beroende på utbredning har honor i genomsnitt 7,7 eller 12,3 ungar per kull. Könsmognaden infaller efter påfallande kort tid. En hona födde egna ungar när hon var 62 dagar gammal.
Arten jagas av ugglor, rävar, tamkatter och ormar.
Djurets holotyp hittades under den expedition som nämns ovan men det är inte helt utrett på vilket ställe. Med största sannolikhet upptäcktes råttan vid floden Cooper Creek i sydvästra Queensland. Arten beskrevs först av John Gould med namnet Mus longipilis. Senare upptäcktes att namnet var upptagen för den sydamerikanska gnagaren Abrothrix longipilis, som vid denna tid också listades i släktet Mus.